# Classe Hayabusa (patrouilleur)
Pour les autres classes de navires du même nom, voir Classe Hayabusa.
La classe Hayabusa (はやぶさ型ミサイル艇) est une classe de patrouilleurs lance-missiles construit pour la force maritime d'autodéfense japonaise (JMSDF) dans les années 2000. 
La classe Hayabusa a été conçue pour remplacer les trois unités de la Classe Nibbio. Ils ont été nommés d'après les navires de la Marine impériale japonaise, le torpilleur Hayabusa et le dragueur de mines Wakataka .

## Caractéristiques
Le déplacement du bateau a été élargi par rapport à celui de la classe PG 1-go pour améliorer la navigabilité. La vitesse maximale a été augmentée pour améliorer la capacité d'intercepter les navires.
Les conceptions à double coque et à coque simple ont été considérées; la conception à coque simple a été choisie pour des raisons de solidité et de navigabilité. La coque est longue et étroite avec un fond en forme de V, permettant une vitesse de coque élevée et une stabilité améliorée à grande vitesse. Trois moteurs à turbine à gaz General Electric LM500 (en)-G07, construits sous licence par Ishikawajima-Harima, de General Electric, assurent la propulsion principale.
Des caractéristiques de furtivité ont été incorporées à la structure. Le trépied des mitrailleuses et le canon de 76 mm ont également des fonctions furtives. L'armement principal est constitué d'une paire de lance-missiles double missile SSM-1B installés à l'arrière et d'un canon Otobreda 76 mm sur le pont avant. De plus, deux mitrailleuses Browning M2 de 12,7 mm sont installées à l'arrière du pont.
Les systèmes d'armes de la classe Hayabusa sont contrôlés par le système de traitement de données tactique OYQ-8B. Il utilise un ordinateur plus petit AN/UYK-44 mais est nettement supérieur à la génération précédente UYK-20. En outre, il est capable de prendre en charge la liaison de données tactiques Liaison 11, à laquelle le système précédent OYQ-5 et UYK-20 n’était pas capable. En conséquence, il est maintenant en mesure de fournir des données à l’appui à d’autres navires et aéronefs. Cela améliore les capacités offensives et défensives, car ils peuvent désormais importer des données dans le système plus vaste de la force d'opération maritime des forces d'autodéfense.

## Navires
| N° coque | Nom       | Lancement         | Service effectif | Port d'attache | Photo |
| -------- | --------- | ----------------- | ---------------- | -------------- | ----- |
| PG-824   | Hayabusa  | 13 juin 2001      | 25 mars 2002     | Maizuru        |       |
| PG-825   | Wakataka  | 13 septembre 2001 | 15 mars 2002     | Daegu          |       |
| PG-826   | Ōtaka     | 13 mai 2002       | 24 mars 2003     | Sasebo         |       |
| PG-827   | Kumataka  | 13 août 2002      | 24 mars 2003     | Daegu          |       |
| PG-828   | Umitaka   | 21 mai 2003       | 24 mars 2004     | Maizuru        |       |
| PG-829   | Shirataka | 8 août 2003       | 24 mars 2004     | Sasebo         |       |

## Galerie

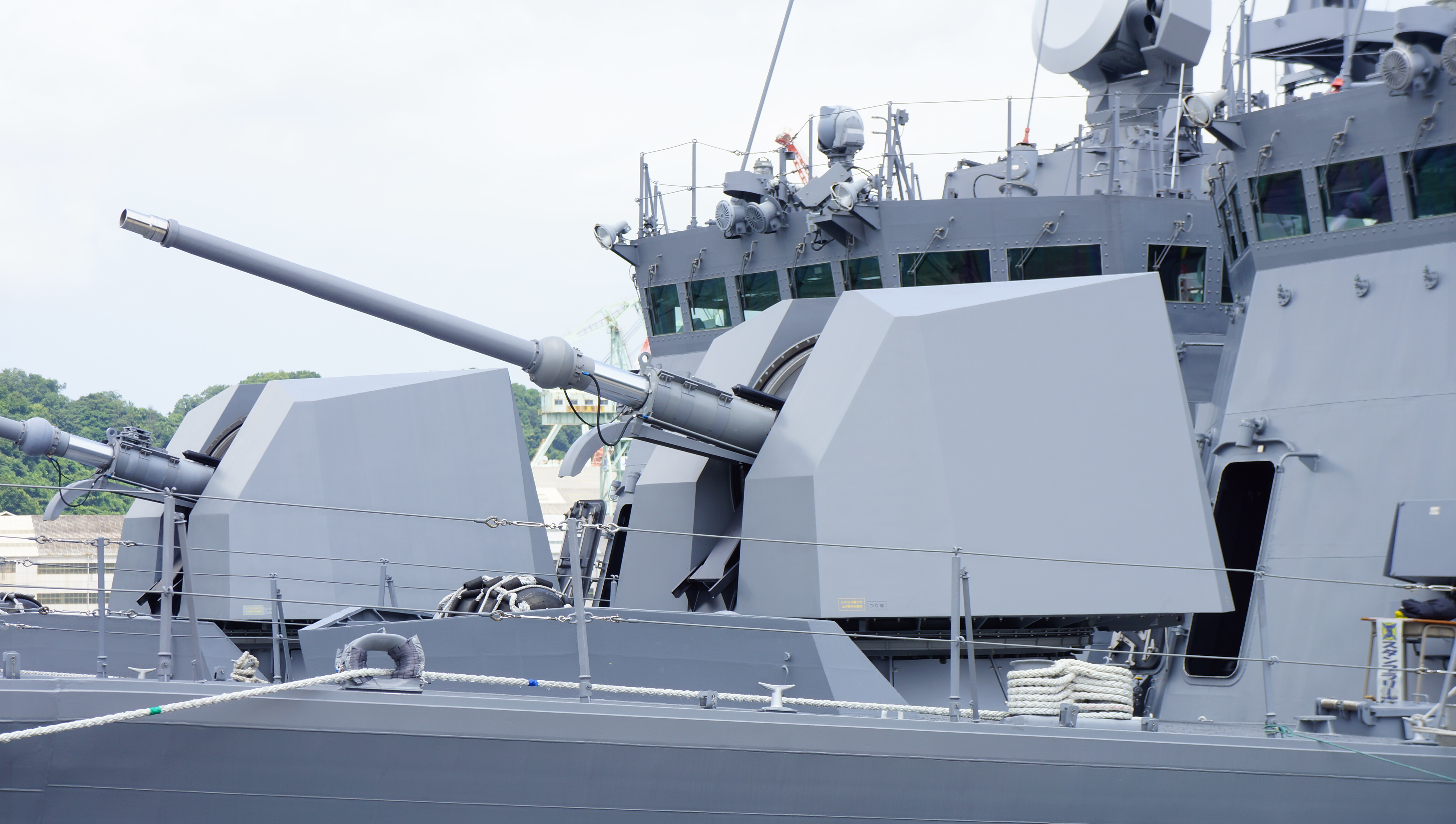
Otobreda 76 mm
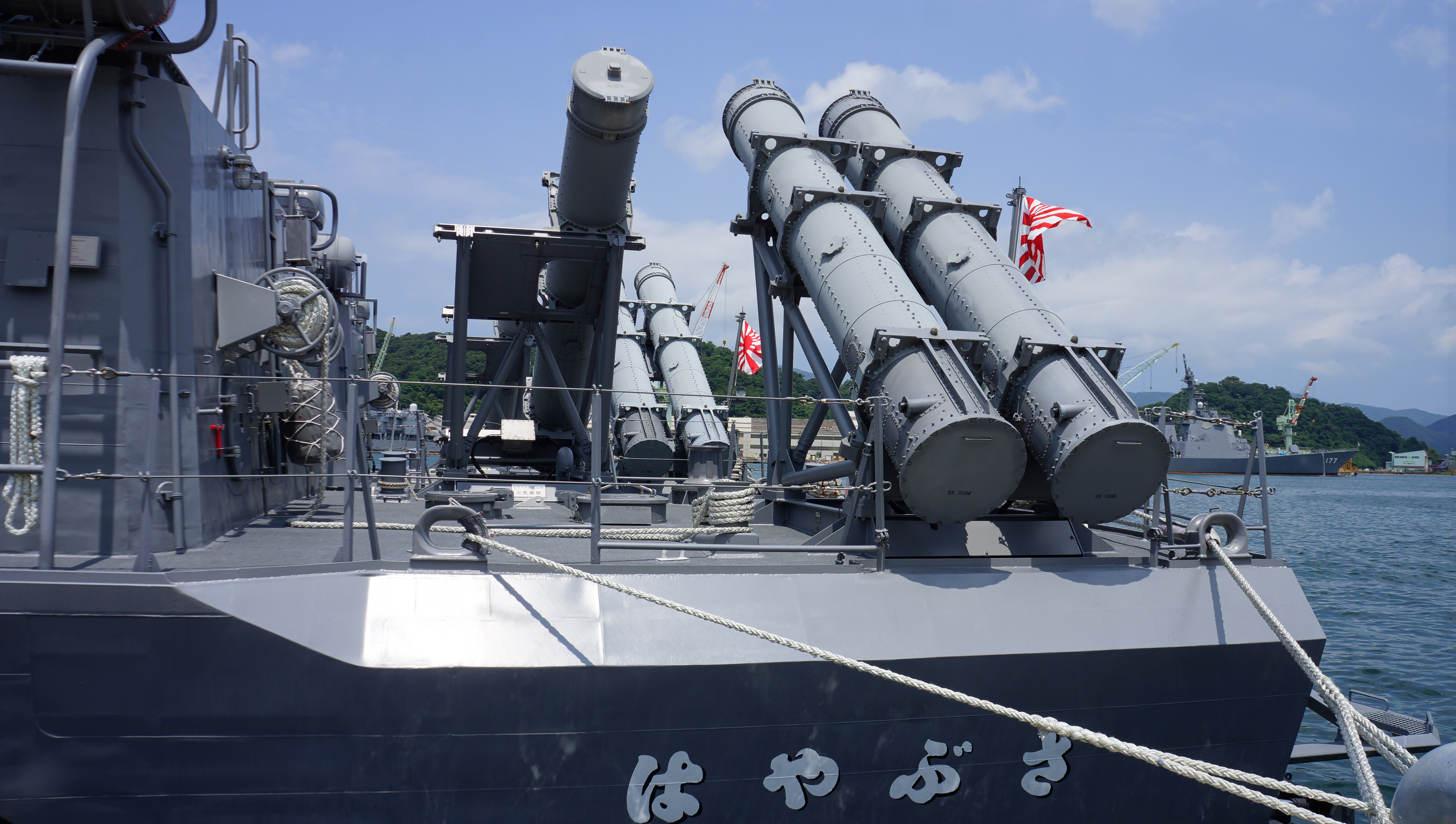
Missiles SSM-1B